# لويس هورتون
لويس هورتون (بالإنجليزية: Lois Horton)‏ هي مؤرخة أمريكية، ولدت في 1942.